# Красная Грива (Владимирская область)
Красная Грива — деревня в Ковровском районе Владимирской области России, входит в состав Клязьминского сельского поселения.

## География
Деревня расположена в 13 км на восток от центра поселения села Клязьминский Городок и в 28 км на северо-восток от райцентра города Ковров.

## История
В 4 км на север от деревни находится бывший погост Венец. Церковь Михаила Архангела на погосте впервые упоминается в окладных патриаршего казенного приказа книгах 1628 года. В XVIII веке в селе Венец существовала уже церковь в честь Преображения Господня, а престол Михаила Архангела сделан придельным, зданием церковь была деревянная с колокольней. В 1820-26 годах в селе на средства прихожан была построена каменная церковь с колокольней, в 1891-93 годах при церкви была построена каменная ограда. Престолов в церкви было три: в холодной — в честь Преображения Господня и в теплой трапезе: в честь Архангела Михаила и в честь Святой Живоначальной Троицы. Приход состоял из села и деревень: Красная Грива, Федюнино и Карики. С 1894 года в деревне существовала церковно-приходская школа, помещавшаяся в собственном деревянном доме.   
В конце XIX — начале XX века деревня Красная Грива входила в состав Санниковской волости Ковровского уезда. В 1859 году в деревне числилось 90 дворов, в 1905 году — 41 двор.
С 1929 года деревня являлась центром Красногривского сельсовета Ковровского района, с 2005 года — в составе Клязьминского сельского поселения.

## Население
| 1859 | 1905 | 1926 | 2002 | 2010 | 2021 |
| ---- | ---- | ---- | ---- | ---- | ---- |
| 562  | ↘132 | ↗247 | ↘20  | →20  | ↗39  |

## Достопримечательности
В 4 км от деревни на погосте Венец находится недействующая Церковь Спаса Преображения.